# Looking for clues
Looking for clues is een single van de Britse muzikant Robert Palmer. Het was na Johnny and Mary de tweede single afkomstig van zijn op de Bahama's opgenomen album Clues uit 1980. Op 31 oktober dat jaar werd het nummer eerst in het Verenigd Koninkrijk en Ierland op single uitgebracht en op 2 november in geheel Europa, Oceanië, de VS en Canada. Looking for clues verscheen in minstens drie versies: zwart, oranje en wit vinyl.

## Achtergrond
Robert Palmer probeert in Looking for clues achter de geheimen van zijn raadselachtige relatie te komen. In sommige landen kreeg het een andere B-kant dan Good care of you.
De plaat kreeg enige aandacht omdat in het nummer een solo is verwerkt voor een xylofoon, een muziekinstrument, dat men (relatief) zelden tegen komt in de popmuziek. Allmusic vond het een new wave-nummer. Bijzonder aan het nummer is dat het werd uitgezonden door MTV op de eerste dag dat de muziekzender op televisie te bewonderen was.
De plaat werd een radiohit in een aantal landen. In Palmers' thuisland het Verenigd Koninkrijk werd een bescheiden 33e positie behaald in de UK Singles Chart. In de VS werd de 5e positie behaald in de "Billboard Bubbling Under the Hot 100", in Canada de 7e, Australië de 23e, Zweden de 14e, Zwitserland de 6e en in Duitsland de 3e positie.
In Nederland werd de plaat regelmatig gedraaid op Hilversum 3 en werd een radiohit in de destijds drie landelijke hitlijsten op de nationale publieke popzender. De plaat bereikte de 17e positie in de Nationale Hitparade, de 15e positie in de Nederlandse Top 40 en piekte op een 12e positie in de TROS Top 50. In de Europese hitlijst op Hilversum 3, de TROS Europarade, werd géén notering behaald.
In België bereikte de plaat de 9e positie in de voorloper van de Vlaamse Ultratop 50 en de 10e positie in de Vlaamse Radio 2 Top 30. In Wallonië werd géén notering behaald.
Het nummer werd in 2007 ook door Katie Melua opgenomen onder leiding van muziekproducent Mike Batt.
Het origineel van Robert Palmer stond tot op heden uitsluitend in de allereerste editie van de sinds december 1999 jaarlijks uitgezonden NPO Radio 2 Top 2000 van de Nederlandse publieke radiozender NPO Radio 2, met als hoogste notering een 1705e positie.
De plaat komt wél nog regelmatig voorbij op NPO Radio 2 in de programma's Aan De Slag! en als "Vergeetmijnietje" in "Gijs 2.4" met dj Gijs Staverman.

## Hitnoteringen

### Nederlandse Top 40
| Positie: | 30 | 20 | 16 | 15 | 22 | 38 | uit |

### Nationale Hitparade
| Positie: | 37 | 37 | 22 | 17 | 24 | 23 | 25 | 44 | uit |

### TROS Top 50
Hitnotering: 18-12-1980 t/m 29-01-1981. Hoogste notering: #12 (1 week).

### Vlaamse Radio 2 Top 30
| Positie: | 17 | 10 | 13 | 14 | 21 | 14 | 21 | uit |

### Vlaamse Ultratop 50
| Positie: | 25 | 16 | 14 | 12 | 11 | 9 | 11 | 16 | 26 | 35 | uit |

### NPO Radio 2 Top 2000
Looking for Clues stond alleen in 1999 in de NPO Radio 2 Top 2000, op plek 1705.
Dutchcharts: (Nederlandse Top 40, Nationale Hitparade, TROS Top 50, TROS Europarade, Vlaamse Ultratop 50, Vlaamse Radio 2 Top 30, UK Singles Chart)